# يونايتد سنتر
يونايتد سنتر (بالإنجليزية: United Center)‏ هي ساحة داخلية تقع في الجانب الغربي الأدنى من شيكاغو، إلينوي، الولايات المتحدة.